# 嵩山区
嵩山区是中华人民共和国上海市一個已不存在的市轄區。嵩山区东起浙江南路、西藏南路、制造局路、高雄路、江边路，南至黄浦江，西至重庆中路、重庆南路、鲁班路，北至延安东路，面積4.1平方公里。目前是黄浦区的一部分。

## 歴史
1945年設立。最初名為泰山區。1947年更名為嵩山区。區名來自於嵩山路。1956年嵩山区廢除。嵩山区北部并入邑庙区，南部并入卢湾区。